# Marko Palo
Marko Mikael "Adder" Palo (* 26. září 1967, Jyväskylä) je bývalý finský lední hokejista, křídelní útočník. S finskou reprezentací vyhrál mistrovství světa 1995 (historický první finský titul). Ze světového šampionátu má též jedno stříbro (1994). Má také bronz z olympijských her v Lillehammeru z roku 1994. Hrál též na MS 1993. Nejvyšší finskou soutěž hrál za Hämeenlinnan Pallokerho (HPK), Kiekko-Espoo a Porin Ässät. HPK k jeho poctě vyřadilo číslo 13, které nosil, ze sady svých dresů. Spolu se Samim Kapanenem a Mikou Nieminenem je jediným mistrem světa z roku 1995, který ve své kariéře nevyhrál finský šampionát. Má ale titul ze švédské ligy, získal ho roku 1995 s HV71. Ve švédské nejvyšší soutěži hrál i za Malmö. Patří k několika finským hráčům, kteří okusili českou nejvyšší soutěž, když v sezóně 1999/00 nastoupil ke třem ligovým utkáním za HC Vsetín. V roce 2006 byl uveden do Finské hokejové síně slávy.